# Młodzieżowe Mistrzostwa Polski w Lekkoatletyce 2024
41. Młodzieżowe Mistrzostwa Polski w Lekkoatletyce – zawody lekkoatletyczne dla sportowców do lat 23 organizowane pod egidą Polskiego Związku Lekkiej Atletyki, które odbywały się od 13 do 14 lipca 2024 roku w Lublinie.

## Mężczyźni
| Konkurencja:                  | 1. miejsce                                                                            | Rezultat | 2. miejsce                                                                           | Rezultat | 3. miejsce                                                                               | Rezultat |
| Bieg na 100 m                 | Patryk Krupa AZS UMCS Lublin                                                          | 10,33 =  | Anton Bachórski MKL Szczecin                                                         | 10,36    | Damian Opuszewicz AZS-AWFiS Gdańsk                                                       | 10,46    |
| Bieg na 200 m                 | Mikołaj Pyszka OŚ AZS Poznań                                                          | 21,12    | Dawid Tatara KL Lumel Zielona Góra                                                   | 21,26    | Anton Bachórski MKL Szczecin                                                             | 21,43    |
| Bieg na 400 m                 | Igor Bogaczyński MKL Jarocin                                                          | 46,47    | Maksymilian Szwed AZS Łódź                                                           | 46,48    | Patryk Grzegorzewicz AZS UMCS Lublin                                                     | 47,28    |
| Bieg na 800 m                 | Bartosz Kitliński AZS UMCS Lublin                                                     | 1:49,18  | Maciej Wyderka KS AZS AWF Katowice                                                   | 1:49,59  | Kacper Lewalski KS AZS UWM Olsztyn                                                       | 1:49,65  |
| Bieg na 1500 m                | Maciej Wyderka KS AZS AWF Katowice                                                    | 3:42,89  | Kamil Herzyk SLiS Just Team Bielsko-Biała                                            | 3:43,74  | Michał Piątek CKS Budowlani Częstochowa                                                  | 3:44,65  |
| Bieg na 3000 m z przeszkodami | Maciej Megier AZS-AWFiS Gdańsk                                                        | 8:52,40  | Wiktor Antosz Kraków Athletics Team                                                  | 8:54,25  | Adam Bajorski RLTL GGG Radom                                                             | 8:55,31  |
| Bieg na 110 m przez płotki    | Jakub Szymański SKLA Sopot                                                            | 13,31    | Szymon Basaj UKS Kresy Otwock                                                        | 14,25    | Stanisław Woliński MKS MOS Wrocław                                                       | 14,41    |
| Bieg na 400 m przez płotki    | Maciej Kopeć WKS Wawel Kraków                                                         | 51,64    | Aleks Stokłosa AZS KU Politechniki Opolskiej Opole                                   | 52,25    | Paweł Miezianko KS Podlasie Białystok                                                    | 52,48    |
| Sztafeta 4 × 100 m            | KS Stal LA Gorzów Wielkopolski Kamil Kryś Kacper Cegła Cyprian Adamcio Dawid Grząka   | 41,52    | KS AZS AWF Katowice Piotr Mehlich Michał Wróbel Marcin Dróżdż Wiktor Cygan           | 42,55    | KS AZS AWF Warszawa Jakub Sekuła Dawid Robakowski Olivier Tarasiewicz Michał Petruczeńko | 42,90    |
| Sztafeta 4 × 400 m            | AZS UMCS Lublin Remigiusz Zazula Bartosz Kitliński Oskar Groński Patryk Grzegorzewicz | 3:14,80  | KS AZS AWF Wrocław Dominik Paś Dominik Łuczyński Oliwier Przybylski Artur Brzeziński | 3:17,02  | KS AZS UWM Olsztyn Jakub Śliwa Kacper Lewalski Marcin Bendyk Sebastian Michalak          | 3:19,41  |
| Skok wzwyż                    | Mateusz Kołodziejski CWZS Zawisza Bydgoszcz SL                                        | 2,21     | Jakub Hołub KU AZS AWP w Lublinie                                                    | 2,11     | Mikołaj Szczęsny MKLA Łęczyca                                                            | 2,11     |
| Skok o tyczce                 | Filip Kempski KS AZS AWF Katowice                                                     | 5,30     | Bartosz Marciniewicz KS AZS AWF Katowice                                             | 5,00     | Adam Ostatek KMS Szczecin                                                                | 4,60     |
| Skok w dal                    | Gabriel Dziełakowski niestowarzyszony                                                 | 7,36     | Stanisław Woliński MKS MOS Wrocław                                                   | 7,25     | Patryk Kamionek UKS LA Basket Warszawa                                                   | 7,16     |
| Trójskok                      | Wojciech Galik WKS Wawel Kraków                                                       | 15,76    | Jakub Bracki MKS Aleksandrów Łódzki                                                  | 15,28    | Oscar Piłat OŚ AZS Poznań                                                                | 15,09    |
| Pchnięcie kulą                | Jakub Korejba LUKS Chemik Kędzierzyn-Koźle                                            | 17,79    | Damian Rodziak LUKS Orkan Września                                                   | 17,26    | Mateusz Helman LKS Ziemi Puckiej Puck                                                    | 17,11    |
| Rzut dyskiem                  | Damian Rodziak LUKS Orkan Września                                                    | 58,46    | Wojciech Lewkowicz MKL Szczecin                                                      | 55,68    | Eryk Baranek MOS CSiR Dąbrowa Górnicza                                                   | 51,95    |
| Rzut młotem                   | Dawid Piłat LKS Stal Mielec                                                           | 71,62    | Adam Ziółkowski OŚ AZS Poznań                                                        | 65,14    | Marcin Sobiesiak AZS UMCS Lublin                                                         | 59,50    |
| Rzut oszczepem                | Eryk Kołodziejczak LUKS Start Nakło                                                   | 68,41    | Artur Cytlał KS Polonia Pasłęk                                                       | 64,42    | Dawid Pieloch KS Podlasie Białystok                                                      | 62,12    |

## Kobiety
| Konkurencja:                  | 1. miejsce                                                                                   | Rezultat | 2. miejsce                                                                               | Rezultat | 3. miejsce                                                                                     | Rezultat   |
| Bieg na 100 m                 | Aleksandra Piotrowska AZS-AWFiS Gdańsk                                                       | 11,34    | Magdalena Niemczyk UKS Tiki-Taka Kolbuszowa                                              | 11,39    | Maja Łyskowka AZS UMCS Lublin                                                                  | 11,62      |
| Bieg na 200 m                 | Judyta Zwolińska CWKS Resovia Rzeszów                                                        | 23,98    | Marta Zimna OŚ AZS Poznań                                                                | 24,08 =  | Julia Dziamska OŚ AZS Poznań                                                                   | 24,18(173) |
| Bieg na 400 m                 | Kornelia Lesiewicz KS AZS AWF Katowice                                                       | 54,12    | Martyna Guzowska KS AZS AWF Katowice                                                     | 54,27    | Aleksandra Belowska AZS-AWFiS Gdańsk                                                           | 54,66      |
| Bieg na 800 m                 | Julia Jaguścik KS AZS AWF Warszawa                                                           | 2:06,46  | Paulina Stempniak KS Energetyk Poznań                                                    | 2:07,64  | Aleksandra Wiśniewska KS SMS Szklarska Poręba                                                  | 2:08,40    |
| Bieg na 1500 m                | Julia Jaguścik KS AZS AWF Warszawa                                                           | 4:21,00  | Aleksandra Bereśniewicz OŚ AZS Poznań                                                    | 4:21,88  | Paulina Stempniak KS Energetyk Poznań                                                          | 4:22,48    |
| Bieg na 3000 m z przeszkodami | Martyna Krawczyńska KS Prefbet-Sonarol Łomża                                                 | 10:17,28 | Maja Peryt KLKS Juventa-Cerrad Starachowice                                              | 10:24,36 | Julia Koralewska AZS-AWFiS Gdańsk                                                              | 10:26,88   |
| Bieg na 100 m przez płotki    | Alicja Sielska KS AZS AWF Kraków                                                             | 12,75    | Marika Majewska AZS-AWF Gorzów                                                           | 12,77    | Weronika Nagięć KS AZS AWF Kraków                                                              | 13,14      |
| Bieg na 400 m przez płotki    | Paulina Kubis KS AZS AWF Wrocław                                                             | 58,25    | Aleksandra Wołczak AZS-AWF Gorzów                                                        | 59,46    | Olivia Greiner AZS KU Politechniki Opolskiej Opole                                             | 59,47      |
| Sztafeta 4 × 100 m            | AZS-AWFiS Gdańsk Aleksandra Belowska Kamila Sobczyk Kamila Stempkowska Aleksandra Piotrowska | 45,77    | AZS UMCS Lublin Alicja Rak Emilia Wójtowicz Zuzanna Gozdera Maja Łyskowka                | 46,03    | OŚ AZS Poznań Roksana Jędraszak Marta Zimna Maja Pawłowska Julia Dziamska                      | 46,23      |
| Sztafeta 4 × 400 m            | KS AZS AWF Katowice Zofia Tkocz Kornelia Lesiewicz Karolina Kozik Martyna Guzowska           | 3:46,22  | OŚ AZS Poznań Maja Matyśkiewicz Alicja Kaczmarek Weronika Czeszewska Zuzanna Strzelewicz | 3:47,04  | KS AZS AWF Warszawa Kornelia Sura Martyna Gajkowska Aleksandra Kurpiewska Małgorzata Strzeżysz | 3:58,23    |
| Skok wzwyż                    | Anna Gałka WKS Śląsk Wrocław                                                                 | 1,78     | Alicja Wysocka CWKS Resovia Rzeszów                                                      | 1,76     | Katarzyna Kokot AZS KU Politechniki Opolskiej Opole                                            | 1,71       |
| Skok o tyczce                 | Zofia Gaborska KMS Szczecin                                                                  | 4,10     | Maja Chamot KS Sprint Bielsko-Biała                                                      | 3,80     | Malwina Ptak RKS ŁódźValentyna Iakovenko CWZS Zawisza Bydgoszcz                                | 3,50       |
| Skok w dal                    | Roksana Jędraszak OŚ AZS Poznań                                                              | 6,41     | Anna Matuszewicz MKL Toruń                                                               | 6,26     | Małgorzata Jóźwicka KS AZS AWF Warszawa                                                        | 6,24       |
| Trójskok                      | Amelia Kubala SKLA Sopot                                                                     | 12,98    | Joanna Mosiek MUKS Kadet Rawicz                                                          | 12,79    | Maja Borchardt AZS Łódź                                                                        | 12,45      |
| Pchnięcie kulą                | Zuzanna Maślana MLKL Płock                                                                   | 16,87    | Wiktoria Charkiewicz KS Podlasie Białystok                                               | 13,96    | Joanna Marszelewska MKL Jurand Szczytno                                                        | 13,75      |
| Rzut dyskiem                  | Joanna Marszelewska MKL Jurand Szczytno                                                      | 46,93    | Aleksandra Szczyrba WKS Wawel Kraków                                                     | 42,18    | Oliwia Jędrzejczak MKS Aleksandrów Łódzki                                                      | 41,65      |
| Rzut młotem                   | Aleksandra Nowaczewska LUKS Start Nakło                                                      | 61,07    | Karolina Bomba OKS Skra Warszawa                                                         | 60,85    | Maria Duszkiewicz LKS Stal Mielec                                                              | 59,59      |
| Rzut oszczepem                | Gabriela Andrukonis KS Podlasie Białystok                                                    | 46,74    | Marleen Baas SKLA Sopot                                                                  | 44,45    | Aleksandra Strzałka MUKLA Dębica Korzeniowski.pl                                               | 40,91      |

## Bieg na 10 000 m
Młodzieżowe mistrzostwa w biegu na 10 000 metrów odbyły się 13 kwietnia w Ustce. Nie rozgrywano odrębnych zawodów, tylko wyniki z mistrzostw Polski seniorów stały się podstawą do przyznania medali młodzieżowych mistrzostw Polski.
| Konkurencja: | 1. miejsce                           | Rezultat      | 2. miejsce                          | Rezultat      | 3. miejsce                               | Rezultat |
| Mężczyźni    | Maciej Megier AZS-AWFiS Gdańsk       | 29:10,40      | Wiktor Antosz Kraków Athletics Team | 29:26,64      | Mateusz Gos RLTL Optima Radom            | 29:31,76 |
| Kobiety      | Olimpia Breza KUKS Remus Kościerzyna | 33:49,64(631) | Julia Koralewska AZS-AWFiS Gdańsk   | 33:49,64(637) | Małgorzata Karpiuk KS Podlasie Białystok | 34:06,14 |

## Bieg na 5000 m
Młodzieżowe mistrzostwa w biegu na 5000 metrów odbyły się 1 czerwca w Ciechanowie. Zawody rozgrywano łącznie z biegiem w kategorii U20.
| Konkurencja: | 1. miejsce                           | Rezultat | 2. miejsce                                | Rezultat | 3. miejsce                        | Rezultat |
| Mężczyźni    | Wiktor Antosz Kraków Athletics Team  | 14:06,90 | Kamil Herzyk SLiS Just Team Bielsko-Biała | 14:09,31 | Mateusz Gos RLTL GGG Radom        | 14:29,96 |
| Kobiety      | Olimpia Breza KUKS Remus Kościerzyna | 15:54,03 | Małgorzata Karpiuk KS Podlasie Białystok  | 16:10,07 | Julia Koralewska AZS-AWFiS Gdańsk | 16:25,73 |

## Wieloboje
Młodzieżowe mistrzostwa w wielobojach lekkoatletycznych zostały rozegrane w ramach mistrzostw Polski w tych konkurencjach, które odbyły się w dniach 18-19 maja w Warszawie. Nie były rozgrywane odrębne zawody, tylko wyniki z mistrzostw Polski seniorów stały się podstawą do przyznania medali młodzieżowych mistrzostw Polski.
| Konkurencja:           | 1. miejsce                          | Rezultat | 2. miejsce                            | Rezultat | 3. miejsce                        | Rezultat |
| Dziesięciobój mężczyzn | Artur Brzeziński KS AZS AWF Wrocław | 7108 pkt | Oliwier Przybylski KS AZS AWF Wrocław | 6812 pkt | Marcin Jung KS AZS AWF Wrocław    | 6686 pkt |
| Siedmiobój kobiet      | Sophia Mulder OŚ AZS Poznań         | 5788 pkt | Paulina Kubis KS AZS AWF Wrocław      | 5269 pkt | Kornelia Sura KS AZS-AWF Warszawa | 5095 pkt |

## Chód na 10 km
Młodzieżowe mistrzostwa w chodzie na 10 kilometrów kobiet i mężczyzn odbyły się 7 września w Gdańsku.
| Konkurencja: | 1. miejsce                           | Rezultat | 2. miejsce                               | Rezultat | 3. miejsce                                | Rezultat |
| Mężczyźni    | Dominik Barbużyński KL Lechia Gdańsk | 46:29    | Mikołaj Nowostawski OŚ AZS Poznań        | 49:56    | Kajetan Latański MLKS Nadwiślanin Chełmno | 51:14    |
| Kobiety      | Magdalena Żelazna AZS-AWF Gorzów     | 50:38    | Kinga Waleriańczyk KMKL Sztorm Kołobrzeg | 51:58    | Amelia Błażejewska OŚ AZS Poznań          | 52:11    |

## Biegi przełajowe
Młodzieżowe mistrzostwa w biegach przełajowych kobiet i mężczyzn zostały rozegrane 23 listopada w Bytomiu, razem z mistrzostwami w kategorii seniorów i juniorów. Nie rozgrywano osobnych biegów dla zawodników poniżej 23 roku życia, tylko startowali oni razem z seniorami.

### Mężczyźni
| Konkurencja:           | 1. miejsce                                    | Rezultat | 2. miejsce                               | Rezultat | 3. miejsce                              | Rezultat |
| Bieg przełajowy (2 km) | Filip Rak AZS KU Politechniki Opolskiej Opole | 5:53     | Jacek Skrzeszewski KKL Stal Stalowa Wola | 6:07     | Michał Piątek CKS Budowlani Częstochowa | 6:10     |
| Bieg przełajowy (6 km) | Kamil Herzyk SLiS Just Team Bielsko-Biała     | 18:44    | Maciej Megier AZS-AWFiS Gdańsk           | 18:50    | Adam Bajorski RLTL GGG Radom            | 18:55    |

### Kobiety
| Konkurencja:           | 1. miejsce                             | Rezultat | 2. miejsce                               | Rezultat | 3. miejsce                                  | Rezultat |
| Bieg przełajowy (2 km) | Magdalena Breza ULKS Talex Borzytuchom | 7:05     | Julia Ścisłowska KS SMS Szklarska Poręba | 7:18     | Aleksandra Bereśniewicz OŚ AZS Poznań       | 7:20     |
| Bieg przełajowy (6 km) | Julia Koralewska AZS-AWFiS Gdańsk      | 21:57    | Olimpia Breza KUKS Remus Kościerzyna     | 22:18    | Katarzyna Napiórkowska LKS Maków Mazowiecki | 22:27    |